# Karen (chanteuse)
Pour les articles homonymes, voir Karen.
 (février 2011).
Si vous disposez d'ouvrages ou d'articles de référence ou si vous connaissez des sites web de qualité traitant du thème abordé ici, merci de compléter l'article en donnant les références utiles à sa vérifiabilité et en les liant à la section « Notes et références ».
Karen (カレン), nom de scène de Karen Katō (加藤花蓮, Katō Karen, née le 3 juillet 1993), est une chanteuse japonaise. Elle débute en 2008 en solo au sein du Nice Girl Project! du producteur Tsunku, après avoir auditionné sans succès pour intégrer le groupe Morning Musume du même producteur. Elle se fait remarquer par sa spécificité d'adolescente chantant du enka, et sort ses premiers disques de ce genre traditionnel en 2009 sur le label Victor Entertainment. Elle anime également sa propre émission de radio. Sa graduation (départ) du Nice Girl Project! a lieu le 4 septembre 2010, et elle continue sa carrière indépendamment. 

## Discographie

### Singles
1. 23 septembre 2009 – Naku na Okame-chan / Mirenzaka (泣くなオカメちゃん/未練坂?)
2. 21 août 2010 – Hotaru no Musume (螢の娘?)
3. 20 avril 2011 – Ōsaka Koi Uta (大阪恋うた?)
4. 22 février 2012 - ? (純情花吹雪?)
5. 8 janvier 2014 - ? (栞?)

### Albums
1. 9 décembre 2009 – Karen no Enka ga Ippai (カレンの演歌がいっぱい?)
2. 20 octobre 2010 – Karen no Enka ga Ippai 2 (カレンの演歌がいっぱい2?)
3. 23 novembre 2011 – Karen no Enka ga Ippai 3 (カレンの演歌がいっぱい3?)